# Sdružení obcí Orlicko
Sdružení obcí Orlicko je dobrovolný svazek obcí v okresu Ústí nad Orlicí, jeho sídlem je Žamberk a jeho cílem je realizace závěrů Strategického plánu rozvoje Orlicka, podpora rozvoje cestovního ruchu a turistiky, řešení systému veřejné dopravy k zajištění dopravní obslužnosti v zájmovém území, společný postup při řešení zaměstnanosti, zdravotnictví, v oblasti propagace a informatiky a dalších oblastech. Sdružuje celkem 28 obcí a byl založen v roce 2001.

## Obce sdružené v mikroregionu
- Česká Rybná
- Čenkovice
- Červená Voda
- České Petrovice
- Dlouhoňovice
- Dolní Morava
- Hejnice
- Helvíkovice
- Jablonné nad Orlicí
- Jamné nad Orlicí
- Kameničná
- Klášterec nad Orlicí
- Králíky
- Kunvald
- Letohrad
- Lichkov
- Líšnice
- Lukavice
- Mistrovice
- Mladkov
- Nekoř
- Pastviny
- Písečná
- Sobkovice
- Šedivec
- Těchonín
- Záchlumí
- Žamberk